# ...il mio cammino
...il mio cammino è un album di Marco Masini, pubblicato il 10 ottobre 2003.
A circa due anni dall'album Uscita di sicurezza, e dopo avere annunciato il suo ritiro, il cantautore decide di tornare con un nuovo look (capelli lunghi e contemporaneo abbigliamento casual in stile anglo-americano), affermando: «solo gli imbecilli non cambiano mai idea» e «io non finirò come Mia Martini».
In questo album sono presenti i 3 brani inediti Generation, Io non ti sposerò e Benvenuta, insieme a 9 nuove versioni di brani presenti nei suoi primi album.
Nel 2004 il lavoro viene ripubblicato col titolo Masini e l'aggiunta, come prime due tracce, dei brani L'uomo volante, trionfatore al Festival di Sanremo 2004, ed E ti amo.

## Tracce
1. Generation
2. Io non ti sposerò
3. Benvenuta
4. Disperato
5. Le ragazze serie
6. Cenerentola innamorata
7. Ti vorrei
8. T'innamorerai
9. Caro babbo
10. Dal buio
11. Dentro di te fuori dal mondo
12. Ci vorrebbe il mare

## Formazione
- Marco Masini – voce, tastiera, programmazione
- Piero Borri – batteria, percussioni
- Bruno Cesselli – pianoforte
- Tommaso Poli – chitarra elettrica
- Massimo Pacciani – batteria, percussioni
- Cesare Chiodo – basso
- Francesco Isola – batteria
- Nicola Serena – tastiera, programmazione
- Nicola Contini – basso
- Eric Buffat – tastiera, programmazione
- Mario Manzani – chitarra elettrica
- Lorenzo Poli – basso
- Riccardo Cherubini – chitarra acustica, tromba
- Ares Tavolazzi – basso
- Riccardo Galardini – chitarra acustica, chitarra a 12 corde
- Alfredo Paixao – basso, programmazione, chitarra acustica, chitarra a 12 corde, percussioni, tastiera, pianoforte
- Giacomo Castellano – chitarra acustica, chitarra elettrica
- Claudia Mannocci – violino
- Margherita Canestro – violino
- Riccardo Capanni – violino
- Claudia Rizzitelli – violino
- Jacopo Luciani – violoncello
- Stefano Cantini – sax
- Mirko Guerrini – flauto
- Francesca Balestracci, Giorgia Lamorina, Leonardo Abbate, Laura Landi, Serena Nacci, Claudio Matteini – cori

## Classifiche
| Classifica (2003) | Posizione massima |
| ----------------- | ----------------- |
| Italia            | 15                |